# Robert Rivas
Robert Rivas (né le 7 juin 1946 à Arouca) est un ecclésiastique trinidadien membre de l'Ordre des Prêcheurs. Il a été le premier évêque de Kingstown (Saint-Vincent-et-les-Grenadines) de 1989 à 2007, puis archévêque de Castries (Sainte-Lucie) de 2008 à 2022.

## Biographie
Robert Rivas est né le 7 juin 1946 dans le hameau de La Pastora, dans la ville d'Arouca sur l'île de Trinité dans une famille de sept enfants. Il a suivi ses études au Holy Cross College (en) d'Arima puis il entre au noviciat des Dominicains à Cork en Irlande. Il est ordonné prêtre le 17 juin 1971 par Anthony Pantin, archevêque de Port-d'Espagne, puis il suit des études de théologie à l'Université pontificale Saint-Thomas-d'Aquin où il obtient une Licence canonique en théologie avant de retourner en Irlande pour suivre une formation en communication audiovisuelle. À son retour à Trinité-et-Tobago, il est pendant deux ans affecté à la paroisse Sainte-Thérèse de Woodbrook (en) à Port-d'Espagne sous la direction de Damian Byrne, futur Maître de l'ordre des Prêcheurs (1983-1992). Il a ensuite été en poste dans diverses paroisses de Port-d'Espagne et aumônier sur le Campus de St. Augustine (en) de l'Université des Indes occidentales. De 1985 à 1989, il est délégué spécial du Maître de l'ordre des Prêcheurs à Rome, pour promouvoir l'unité de l'Ordre parmi les Vicariats des Caraïbes. Il a été le premier Dominicain caribbéen à être nommé à ce poste.
Le 23 octobre 1989, il est nommé premier évêque de Kingstown (Saint-Vincent-et-les-Grenadines) qui venait d'être créé par le pape Jean-Paul II. Le 31 mai 2005, il est nommé administrateur apostolique du diocèse de Bridgetown, fonction qu'il occupe jusqu'au 21 septembre 2011. Le 19 juillet 2007, il est nommé archevêque coadjuteur de Castries et administrateur apostolique du diocèse de Kingstown fonction qu'il occupe jusqu'au 23 septembre 2011. Le 15 février 2008, il est officiellement nommé archevêque de Castries par le pape Benoît XVI. Il démissionne de cette fonction le 11 février 2022 et est remplacé par Gabriel Malzaire sur le siège de Castries.